# Tickling Giants
Pour plus de détails, voir Fiche technique et Distribution.
Tickling Giants est un film documentaire américain écrit et réalisé par Sara Taksler et sorti en 2016. 

## Synopsis
Au milieu de la révolution égyptienne de 2011, Bassem Youssef prend la décision de quitter son métier de chirurgien cardiaque pour devenir humoriste à temps plein. Surnommé le « Jon Stewart égyptien » Bassem crée le spectacle satirique « Al-Bernameg (en) » (Le Show). 
Tickling Giants suit l'équipe d'Al-Bernameg dont les collaborateurs endurent menaces physiques, protestations et poursuites judiciaires, uniquement en raison de leurs blagues.

## Fiche technique
- Titre : Tickling Giants
- Réalisation : Sara Taksler
- Scénario : Sara Taksler
- Photographie : Wail Gzoly
- Montage : Jamie Canobbio
- Musique : Paul Tyan
- Pays d'origine : États-Unis
- Langue originale : anglais
- Format : couleur
- Genre : documentaire
- Durée : 111 minutes
- Dates de sortie :
  - États-Unis : 2016 (TriBeCa Film Festival)
  - Belgique : 3 mai 2017 (Festival One World)

## Distribution
- Bassem Youssef : lui-même
- Jon Stewart : lui-même
- Shadi Alfons : lui-même
- Khaled Mansour : lui-même
- Ayman Wattar : lui-même

## Distinctions
Le film remporte le 4 mai 2017 le prix du festival cinématographique One World (11th International Human Rights Film Festival) à Bruxelles.